# Dinocheirus altimanus
Dinocheirus altimanus är en spindeldjursart som först beskrevs av Edvard Ellingsen 1910.  Dinocheirus altimanus ingår i släktet Dinocheirus och familjen blindklokrypare. Inga underarter finns listade i Catalogue of Life.